# Species
Species (bra: A Experiência; prt: Espécie Mortal) é um filme norte-americano de 1995, do gênero ficção científica de terror, dirigido por Roger Donaldson, com roteiro de Dennis Feldman.

## Sinopse
Cientistas enviam mensagens para o espaço e recebem de volta uma sequência de DNA e instruções sobre como devem combiná-la com a genética humana. Eles então criam um ser alienígena, que aparenta ser uma menina, e que se desenvolve rapidamente. Quando os cientistas recebem uma ordem para matar a criança, ela foge do laboratório e se transforma numa bela mulher que deseja acasalar rapidamente para proliferar a sua espécie. 

## Elenco
- Ben Kingsley .... Xavier Fitch
- Michael Madsen .... Preston Lennox
- Alfred Molina .... Dr. Stephen Arden
- Forest Whitaker .... Dan Smithson
- Natasha Henstridge .... Sil
- Marg Helgenberger .... Dra. Laura Baker
- Michelle Williams .... Sil (jovem)
- Whip Hubley .... John Carey
- Shirley Prestia .... Dra. Roth
- Herta Ware .... Sra. Morris

## Recepção
Species recebeu críticas mistas pendendo para o negativo. O filme atualmente detém um índice de aprovação de 36% no Rotten Tomatoes baseado em 30 opiniões (12 positivas, 18 negativas), com um consenso declarando "Species tem momentos do potencial de  misturar exploitation e ficção científica de horror de modos inventivos, mas está acima de tudo interessado em mostrar a nudez de sua estrela Natasha Henstridge." Roger Ebert deu ao filme 2 de 4 estrelas, criticando o enredo do filme e total falta de inteligência. Cristine James da revista Boxoffice deu ao filme 2 de 5 estrelas, descrevendo-o como "... 'Alien' combinado com 'V' combinado com 'Splash' combinado com 'Playboy's Erotic Fantasies: Forbidden Liaisons', diluído em uma difusas, furo extravio." James Berardinelli deu ao filme 2 estrelas e meia de 4, afirmando que "enquanto você não parar para pensar acerca do que está acontecendo, Species é capaz de oferecer a sua cota de emoções baratas, com uma risada ou duas no percurso".

## Sequências
A primeira sequela de Species, Species II, foi lançada nos cinemas em 1998. Yvonne Navarro, que tinha feito a romantização de Species, também realizou uma para Species II, seguindo ao roteiro original do filme, com cenas adicionais. Outras sequências foram Species III, lançada em DVD em 2004,  e Species – The Awakening, exibida no Sci-Fi Channel em 2007.
- 1998 - Species II (Brasil: A Experiência 2 - A Mutação / Portugal: Espécie Mortal II)
- 2004 - Species III (Brasil: A Experiência 3 / Portugal: Espécie Mortal III)
- 2007 - Species – The Awakening (Brasil: A Experiência 4: O Despertar / Portugal: Espécie Mortal VI)

## Legado
A investigação de cinco anos em relação ao chupa-cabra, um criptido bem-conhecido, detalhado no livro Tracking the Chupacabra de Benjamin Radford, revelou que o relatório de observação original da criatura em Puerto Rico por Madeline Tolentino pode ter sido inspirado pelo design da criatura do personagem Sil em forma alienígena. De acordo com Virginia Fugarino da Memorial University of Newfoundland escrito para o Journal of Folklore Research, Radford "explora as semelhanças entre [a testemunha original] do relatório e a criatura alienígena central para o filme", e a hipótese de que "[Species], que ela viu antes de sua aparição, influenciado que ela acredita que ela viu do chupacabra".